# Isla Quiriquina
Isla Quiriquina är en ö i Chile.   Den ligger i regionen Región del Biobío, i den södra delen av landet, 400 km sydväst om huvudstaden Santiago de Chile. Arean är 4,9 kvadratkilometer.
Terrängen på Isla Quiriquina är platt. Öns högsta punkt är 135 meter över havet. Den sträcker sig 5,0 kilometer i nord-sydlig riktning, och 2,3 kilometer i öst-västlig riktning.